# Perpétuo Socorro (Paulo Afonso)
Perpétuo Socorro é um bairro da cidade de Paulo Afonso. Fica localizado, basicamente, entre as ruas Hemetério de Carvalho e Perimetral.
O bairro resultou de um processo de ocupação descontínua. Na área do bairro que fica de frente para o rio, existe uma barragem de 30 metros de altura. A CHESF , para proteger a barragem de PA IV e seu monitoramento construiu um muro paralelo ao Paredão da PA IV, para impedir que os ocupantes dos terrenos próximos estendessem, de forma ilegal, suas posses até este marco. Esse recanto da cidade foi completamente ocupado nos últimos anos. O Centro Universitário do Rio São Francisco - UniRios (antiga Faculdade Sete de Setembro), importante instituição de ensino superior do município, localiza-se no bairro Perpétuo socorro. Gerando um grande fluxo de pedestres e veículos na área ao seu redor.